# Национално знаме на Мианмар
На 21 октомври 2010 г. Мианмар приема настоящото си национално знаме, като заедно с това влиза в сила нова конституция и са сменени химнът и официалното название на страната. Знамето се състои от три хоризонтални ивици – от горе надолу жълта, зелена и червена, и от голяма бяла звезда в средата. Цветовете символизират сплотеност, мир, спокойствие, смелост и решителност.

## История
До октомври 2010 г. Мианмар използва знаме, прието на 3 януари 1974 г. едновременно с провъзгласяването на социалистическата република в страната. Този вариант на флага е червен със син правоъгълник в горния кантон до дръжката, в който е изобразено зъбно колело с наложен върху него сноп от оризово растение, обкръжено от 14 петолъчки, символизиращи 14-те административни единици на Мианмар. Той е сходен с предшестващата го версия на знамето, която се отличава единствено по изображението върху синия правоъгълник – шест петолъчни звезди (една голяма, а между всеки два нейни лъча и по една малка).
Подади приликата на тогавашния флаг на Мианмар със знамето на Република Китай (Тайван) по време на Олимпиадата в Пекин през 2008 г. тайванските запалянковци използват мианмарското знаме, тъй като флагът на Тайван е забранен в Китайската НР.
- Знаме на Бирманската империя (1853 – 1876)
- Знаме на Бирма по времето на Британската империя
- Знаме на Бирма (1943 – 1945)
- Знаме на Бирма (1948 – 1974)
- Знаме на Социалистическата република Бирмански съюз (1974 – 1988) и на Мианмарския съюз (1988 – 2010)
- Днешно знаме на Мианмар